# 磁浮㮾梨站
磁浮㮾梨站是长沙地铁长沙磁浮快线（长沙中低速磁浮线）的一座车站。2016年5月6日投入载客试运营。车站位于中华人民共和国湖南省长沙市长沙县㮾梨街道黄兴大道西侧，主体结构两层，站台与站厅上下分布，站台为双线侧式站台。站前广场设有停车坪，附近可在黄兴大道劳动路口站或㮾梨磁浮公交站接驳公交车。

## 車站結構
車站爲兩層結構，二樓爲側式站臺，一樓爲大堂及出入口。
| 地上二层 | 候车区                                    |                                |
| 地上二层 | 侧式站台，右侧车门将会开启                |                                |
| 地上二层 | · S2线列车往磁浮高铁站方向 （磁浮高铁站） |                                |
| 地上二层 | S2线列车往磁浮机场站方向 （磁浮机场站）   |                                |
| 地上二层 | 侧式站台，右侧车门将会开启                |                                |
| 地上二层 | 候车区                                    |                                |
| 地上一层 | 站厅层                                    | 出入口、站厅、售票机、客服中心 |

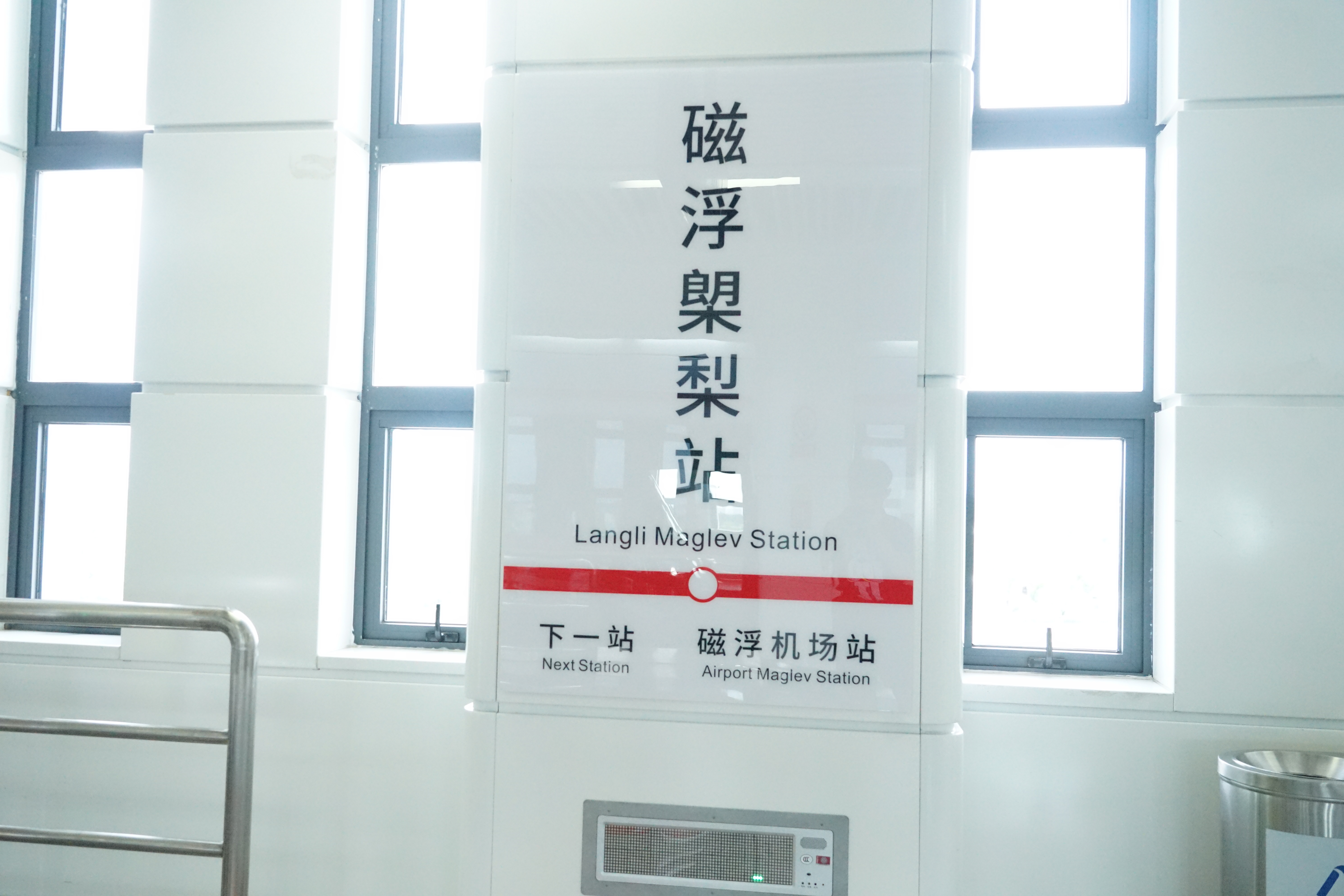
站臺站牌
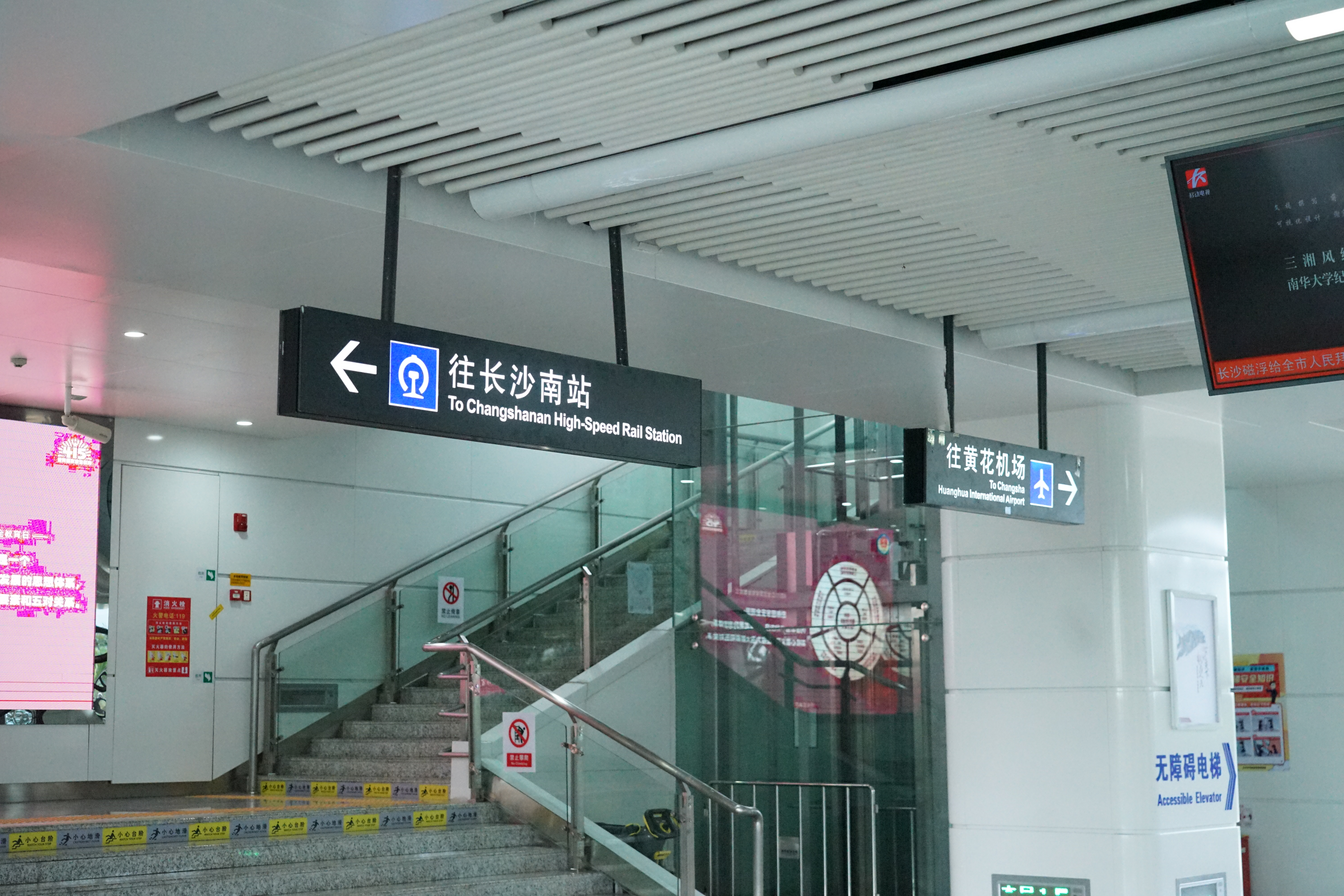
車站閘內區域
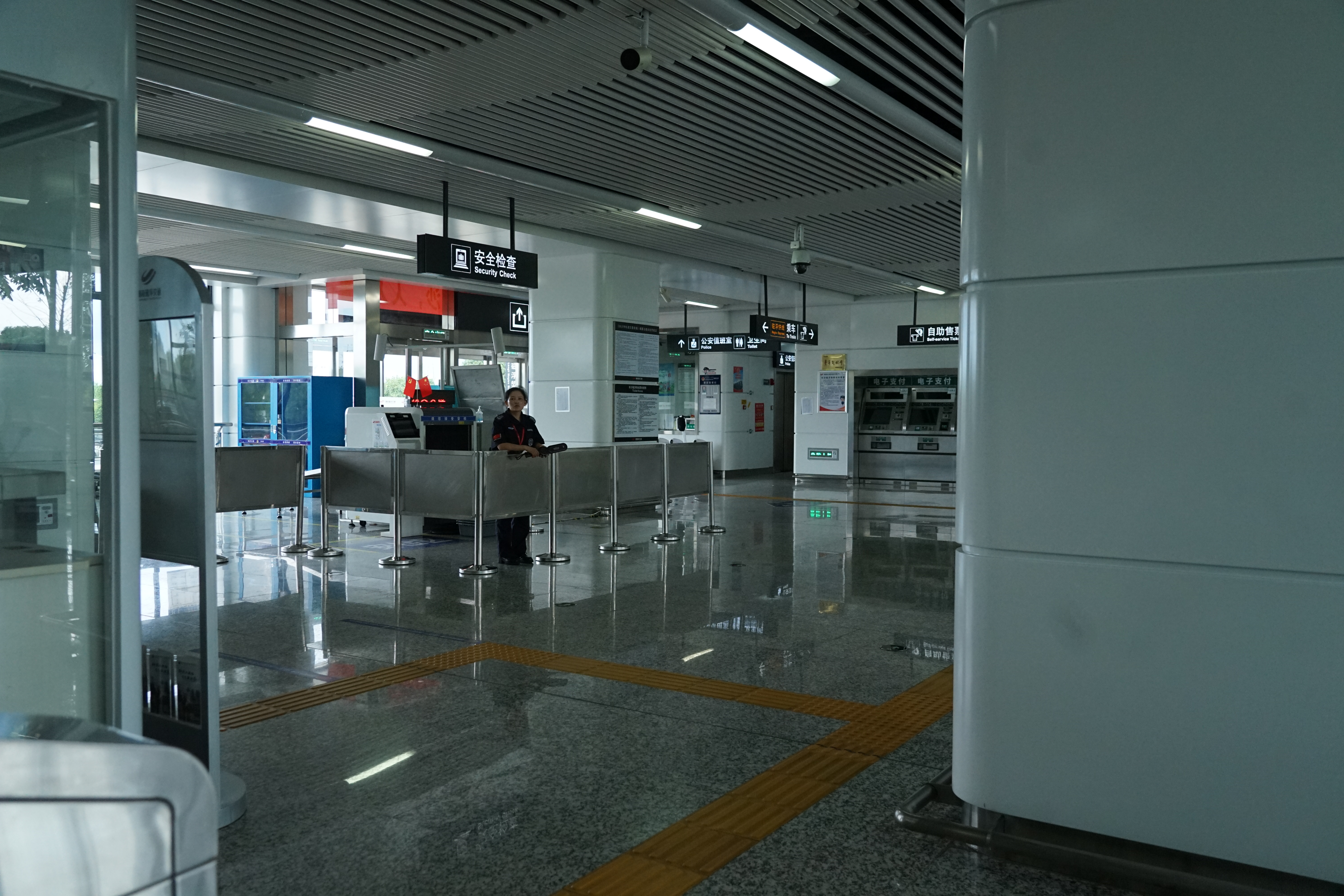
車站閘外區域